# ISO 3166-2:IS
ISO 3166-2:IS是國際標準化組織訂定冰島各行政的代碼，屬於ISO 3166-2的子集。此代碼定義冰島的8個地區的代碼，特別的是雖然首都雷克雅維克在行政區上是屬於雷克雅維克區管轄，但它亦有專屬的代碼。
每個代碼都被分成兩部份，前兩碼為冰島ISO 3166-1的代碼「IS」，後兩碼為一位的阿拉伯數字，前後由連接號連接。

## 代码

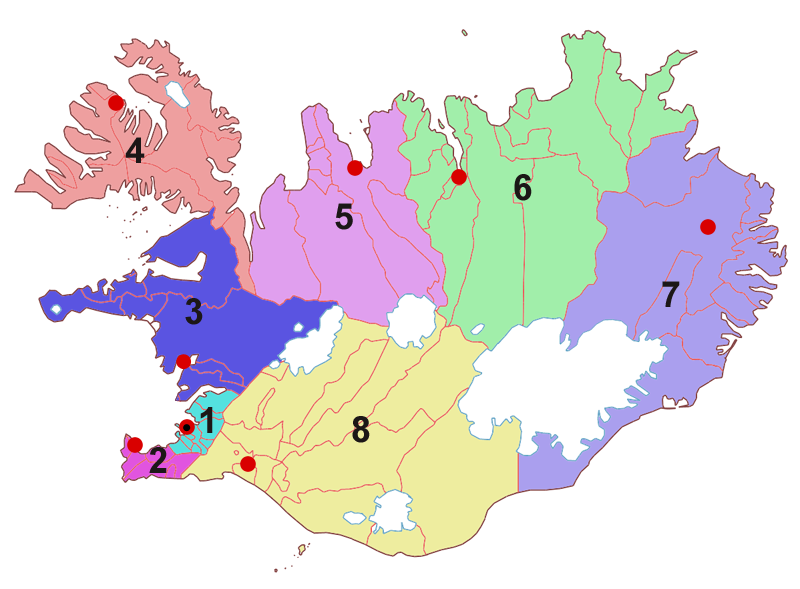
冰島行政區圖。

| 代碼 | 地區         |
| ---- | ------------ |
| IS-0 | 雷克雅維克   |
| IS-1 | 雷克雅維克區 |
| IS-2 | 西南區       |
| IS-3 | 西部區       |
| IS-4 | 西峽灣區     |
| IS-5 | 西北區       |
| IS-6 | 東北區       |
| IS-7 | 東部區       |
| IS-8 | 南部區       |